# Larinia
Larinia Simon, 1874 è un genere di ragni appartenente alla famiglia Araneidae.

## Distribuzione
Le 55 specie oggi note di questo genere sono state rinvenute in tutti i continenti ad eccezione dei poli: la specie dall'areale più vasto è la L. bonneti reperita in diverse località della regione paleartica.

## Tassonomia
Questo genere ha una storia tassonomica alquanto complessa e discussa: gli aracnologi Tanikawa (1989) e Harrod, Levi & Leibensperger (1991), sulla scia di precedenti lavori di Levi (1975b) e Marusik (1987c), hanno respinto le precedenti analisi di Grasshoff (1970 a, b e c e 1971a) che all'epoca suddivise le specie oggi ascritte qui in 10 generi sulla base di considerazioni geografiche e regionali senza una valutazione globale delle caratteristiche.
Nel contempo l'aracnologo Levy ha sostenuto la validità di alcune delle considerazioni di Grasshoff.
Questo genere è sinonimo di Drexelia McCook, 1892 a seguito del lavoro degli aracnologi Harrod, Levi & Leibensperger del 1991 e di precedenti considerazioni di Levi (1975b). È anche sinonimo anteriore di Larinopa Grasshoff, 1970, a seguito di uno studio degli aracnologi Framenau & Scharff del 2008, con trasferimento della specie tipo e contra un precedente lavoro di Levy (1986).
Dal 2012 non sono stati esaminati esemplari di Larinia e di seguito sono riportate tutte le specie ascritte a questo genere, riferendo delle denominazioni di Grasshoff nelle sinonimie.
A marzo 2014, si compone di 55 specie:
1. Larinia acuticauda Simon, 1906 - dall'Africa occidentale ad Israele
2. Larinia ambo Harrod, Levi & Leibensperger, 1991 - Ecuador, Perù
3. Larinia assimilis Tullgren, 1910 - Africa orientale
4. Larinia astrigera Yin et al., 1990 - Cina
5. Larinia bharatae Bhandari & Gajbe, 2001 - India
6. Larinia bifida Tullgren, 1910 - Africa centrale, orientale e meridionale, isole Seychelles
7. Larinia bivittata Keyserling, 1885 - Brasile, Paraguay, Uruguay, Argentina, Cile
8. Larinia blandula (Grasshoff, 1971) - Africa occidentale
9. Larinia bonneti Spassky, 1939 - regione paleartica
10. Larinia borealis Banks, 1894 - America settentrionale
11. Larinia bossae Marusik, 1987 - Russia
12. Larinia chloris (Audouin, 1826) - dalla Turchia al Mozambico, India
13. Larinia cyclera Yin et al., 1990 - Cina
14. Larinia dasia (Roberts, 1983) - isola di Aldabra
15. Larinia delicata Rainbow, 1920 - isola Lord Howe
16. Larinia dinanea Yin et al., 1990 - Cina
17. Larinia directa (Hentz, 1847) - dagli USA al Brasile
18. Larinia elegans Spassky, 1939 - dall'Austria alla Cina
19. Larinia emertoni Gajbe & Gajbe, 2004 - India
20. Larinia famulatoria (Keyserling, 1883) - USA, Messico
21. Larinia fangxiangensis Zhu, Lian & Chen, 2006 - Cina
22. Larinia jamberoo Framenau & Scharff, 2008 - Nuovo Galles del Sud, Victoria, Australia meridionale
23. Larinia jaysankari Biswas, 1984 - India
24. Larinia jeskovi Marusik, 1987 - dall'Europa orientale al Giappone
25. Larinia kampala (Grasshoff, 1971) - Uganda
26. Larinia kanpurae Patel & Nigam, 1994 - India
27. Larinia lampa Harrod, Levi & Leibensperger, 1991 - Perù, Bolivia
28. Larinia lineata (Lucas, 1846)[2] - Mediterraneo occidentale
29. Larinia liuae Yin & Bao, 2012 - Cina
30. Larinia macrohooda Yin et al., 1990 - Cina
31. Larinia mandlaensis Gajbe, 2005 - India
32. Larinia microhooda Yin et al., 1990 - Cina
33. Larinia minor (Bryant, 1945) - Hispaniola
34. Larinia montagui Hogg, 1914 - Australia, isole Norfolk, isola Lord Howe
35. Larinia montecarlo (Levi, 1988) - Brasile, Argentina
36. Larinia natalensis (Grasshoff, 1971) - Sudafrica
37. Larinia neblina Harrod, Levi & Leibensperger, 1991 - Venezuela
38. Larinia nolabelia Yin et al., 1990 - Cina
39. Larinia obtusa (Grasshoff, 1971) - Congo
40. Larinia onoi Tanikawa, 1989 - Giappone
41. Larinia parangmata Barrion & Litsinger, 1995 - Filippine
42. Larinia phthisica (L. Koch, 1871) - Asia, Giappone, Filippine, Nuova Guinea, Australia
43. Larinia pubiventris Simon, 1889 - Asia centrale
44. Larinia sekiguchii Tanikawa, 1989 - Russia, Cina, Giappone
45. Larinia strandi Caporiacco, 1941 - Etiopia
46. Larinia tabida (L. Koch, 1872) - da Celebes all'Australia, Nuova Caledonia
47. Larinia tamatave (Grasshoff, 1971) - Madagascar
48. Larinia teiraensis Biswas & Biswas, 2007 - India
49. Larinia t-notata (Tullgren, 1905) - Brasile, Argentina
50. Larinia trifida Tullgren, 1910 - Africa centrale ed orientale
51. Larinia triprovina Yin et al., 1990 - Cina
52. Larinia tucuman Harrod, Levi & Leibensperger, 1991 - Argentina
53. Larinia tyloridia Patel, 1975 - India
54. Larinia vara Kauri, 1950 - Sudafrica
55. Larinia wenshanensis Yin & Yan, 1994 - Cina

### Specie trasferite
1. Larinia albosigillata Mello-Leitão, 1947; trasferita al genere Araneus Clerck, 1757[1].
2. Larinia argiopiformis Bösenberg & Strand, 1906; trasferita al genere Lariniaria Grasshoff, 1970.
3. Larinia atomaria (O. P.-Cambridge, 1876); trasferita al genere Siwa Grasshoff, 1970.
4. Larinia badiana Roewer, 1961; trasferita al genere Araneus Clerck, 1757.
5. Larinia bartelsi Lessert, 1933; trasferita al genere Paralarinia Grasshoff, 1970.
6. Larinia bristowei Mello-Leitão, 1940; trasferita al genere Hingstepeira Levi, 1995.
7. Larinia coamensis Petrunkevitch, 1930; trasferita al genere Metazygia F. O. P.-Cambridge, 1904.
8. Larinia decens (Blackwall, 1866); trasferita al genere Kilima Grasshoff, 1970.
9. Larinia denisi Lessert, 1938; trasferita al genere Paralarinia Grasshoff, 1970.
10. Larinia diluta (Thorell, 1887); trasferita al genere Lipocrea Thorell, 1878.
11. Larinia dufouri Simon, 1874; trasferita al genere Siwa Grasshoff, 1970.
12. Larinia eburneiventris Simon, 1908; trasferita al genere Araneus Clerck, 1757[1].
13. Larinia epeiroides (O. P.-Cambridge, 1872); trasferita al genere Lipocrea Thorell, 1878.
14. Larinia faradjensis Lessert, 1930; trasferita al genere Faradja Grasshoff, 1970.
15. Larinia fasciata Thorell, 1899; trasferita al genere Lipocrea Thorell, 1878.
16. Larinia forata Keyserling, 1893; trasferita al genere Araneus Clerck, 1757[1].
17. Larinia fusiformis (Thorell, 1877); trasferita al genere Lipocrea Thorell, 1878.
18. Larinia griseovariegata Tullgren, 1910; trasferita al genere Kilima Grasshoff, 1970.
19. Larinia hewitti Lessert, 1930; trasferita al genere Mahembea Grasshoff, 1970.
20. Larinia incerta Tullgren, 1910; trasferita al genere Paralarinia Grasshoff, 1970.
21. Larinia latro (Fabricius, 1775); trasferita al genere Alpaida O. P.-Cambridge, 1889.
22. Larinia longissima Simon, 1881; trasferita al genere Lipocrea Thorell, 1878.
23. Larinia lutescens Thorell, 1898; trasferita al genere Lipocrea Thorell, 1878.
24. Larinia maulliniana Mello-Leitão, 1951; trasferita al genere Zygiella F. O. P.-Cambridge, 1902.
25. Larinia melanosticta Thorell, 1891; trasferita al genere Lipocrea Thorell, 1878.
26. Larinia mitis Pavesi, 1897; trasferita al genere Kilima Grasshoff, 1970.
27. Larinia mundula (Keyserling, 1892); trasferita al genere Metazygia F. O. P.-Cambridge, 1904.
28. Larinia mundulella (Strand, 1915); trasferita al genere Metazygia F. O. P.-Cambridge, 1904.
29. Larinia nigrofoliata Keyserling, 1884; trasferita al genere Araneus Clerck, 1757[1].
30. Larinia nigrolimbata Simon, 1909; trasferita al genere Lipocrea Thorell, 1878.
31. Larinia nobilis Mello-Leitão, 1944; trasferita al genere Araneus Clerck, 1757.
32. Larinia ovata Denis, 1947; trasferita al genere Siwa Grasshoff, 1970.
33. Larinia peltiventris Strand, 1913; trasferita al genere Paralarinia Grasshoff, 1970.
34. Larinia punctifera Bösenberg & Strand, 1906; trasferita al genere Lariniaria Grasshoff, 1970.
35. Larinia pura Simon, 1907; trasferita al genere Araneus Clerck, 1757.
36. Larinia quadrinotata Simon, 1889; trasferita al genere Lipocrea Thorell, 1878.
37. Larinia quinquepunctata Tullgren, 1910; trasferita al genere Lipocrea Thorell, 1878.
38. Larinia quinquepunctata concolor Caporiacco, 1947; trasferita al genere Lipocrea Thorell, 1878.
39. Larinia rubroguttulata Keyserling, 1879; trasferita al genere Eustala Simon, 1895.
40. Larinia scriba (Mello-Leitão, 1940); trasferita al genere Alpaida O. P.-Cambridge, 1889.
41. Larinia silvestris Bryant, 1942; trasferita al genere Metazygia F. O. P.-Cambridge, 1904.
42. Larinia simillima Lessert, 1915; trasferita al genere Kilima Grasshoff, 1970.
43. Larinia tibelloides Lessert, 1930; trasferita al genere Lipocrea Thorell, 1878.
44. Larinia vicina Kulczyński, 1911; trasferita al genere Lipocrea Thorell, 1878.
45. Larinia viriosa (Keyserling, 1892); trasferita al genere Metazygia F. O. P.-Cambridge, 1904.